# (28706) 2000 GC93
(28706) 2000 GC93 est un astéroïde de la ceinture principale d'astéroïdes découvert en 2000.

## Description
(28706) 2000 GC93 a été découvert le 5 avril 2000 à l'observatoire Magdalena Ridge, situé dans le comté de Socorro, au Nouveau-Mexique (États-Unis), par le projet Lincoln Near-Earth Asteroid Research (LINEAR).

### Caractéristiques orbitales
L'orbite de cet astéroïde est caractérisée par un demi-grand axe de 2,61 UA, un périhélie de 2,48 UA, une excentricité de 0,05 et une inclinaison de 7,86° par rapport à l'écliptique. Du fait de ces caractéristiques, à savoir un demi-grand axe compris entre 2 et 3,2 UA et un périhélie supérieur à 1,666 UA, il est classé, selon la JPL Small-Body Database, comme objet de la ceinture principale d'astéroïdes.

### Caractéristiques physiques
(28706) 2000 GC93 a une magnitude absolue (H) de 15,4 et un albédo estimé à 0,126.